# Зельманов Юхим Ісаакович
Юхим Ісаакович Зельманов (народився 7 вересня 1955 року) — математик, відомий своєю працею над комбінаторними задачами в неасоціативній алгебрі і теорії груп, у тому числі своїм розв'язком ослабленої проблеми Бернсайда. Він був нагороджений Філдсівською премією на Міжнародному конгресі математиків у Цюриху в 1994 році.
Зельманов народився в єврейській сім'ї в Хабаровську, СРСР (нині Росія). Він отримав кандидатський ступінь у Новосибірському державному університеті в 1980 році і докторський ступінь у Ленінградському державному університеті в 1985 році. Він працював у Новосибірську до 1987 року, коли він виїхав з Радянського Союзу.
У 1990 році він переїхав до США, ставши професором Університету Вісконсин-Медісон. Він був у Чиказькому університеті в 1994/5, потім в Єльському університеті. З 2002 року він — професор Університету Каліфорнії, Сан-Дієго 
Ранні роботи Зельманова присвячені алгебрі Йордана у випадку нескінченних розмірів. Йому вдалося показати, що тотожність Гленна у певному сенсі породжує всі тотожності, які мають місце. Потім він показав, що тотожність Енгеля для алгебри Лі приводить до нільпотентності, у випадку нескінченних розмірів.